# FC Fiorentino
Die FC Fiorentino ist ein Fußballverein aus der san-marinesischen Gemeinde Fiorentino. Der Verein nimmt am Ligabetrieb der nationalen Meisterschaft, dem Campionato Sammarinese di Calcio, teil.

## Geschichte
Der Verein wurde 1974 unter dem Namen SS Montevito gegründet. 1992 holte der Verein mit dem Gewinn der nationalen Meisterschaft seinen bislang einzigen Titel.

## Erfolge
- Campionato Sammarinese di Calcio: 1
1992